# جائزة سيون
جائزة سيون (باليابانية: 星雲賞) هي جائزة يابانية للخيال التأملي تُمنح كل عام لأفضل أعمال وإنجازات الخيال العلمي خلال السنة التقويمية السابقة.